# Wayne Wilcox
Pour les articles homonymes, voir Wilcox.
Wayne Alan Wilcox, né le 11 décembre 1978 , est un acteur et chanteur américain, principalement connu pour avoir interprété le rôle de Marty dans la série télévisée Gilmore Girls ainsi que pour être apparu dans l'adaptation cinématographique de la comédie musicale Rent dans la peau de Gordon, un membre du groupe de soutien aux personnes atteintes du SIDA. Il a également chanté Will I et Life Support pour le disque de la bande sonore du film.

## Biographie
Wayne est diplômé de l'université de Boston. Il a joué le personnage récurrent de Marty dans dix épisodes de la série Gilmore Girls durant les quatrième, cinquième et septième saisons, après avoir été découvert par Amy Sherman-Palladino et Daniel Palladino, les créateurs de la série, alors qu'il travaillait en tant que serveur dans un restaurant Mercer Kitchen. On dit souvent de lui qu'il ressemble au chanteur de pop rock John Mayer.

## Carrière
Wilcox est également apparu au théâtre Goodman dans la courte production de Elizabeth Spencer, The Light in the Piazza, interprétant Fabrizio aux côtés de Celia Keenan-Bolger qui jouait Clara, ainsi que dans une autre pièce new-yorkaise, The Great American Trailer Park Musical, en 2005, interprétant Leo/Duke. Il joue actuellement au Roundabout Theatre Companies dans une adaptation de Soudain l'été dernier (Suddenly Last Summer), une pièce de Tennessee Williams, dans le rôle de George Holly. Il joue aux côtés de Carla Gugino et Blythe Danner.
Il a eu un petit rôle dans le film Interview avec Steve Buscemi et Sienna Miller, qui a été diffusé pour la première fois en 2007 au Festival du film de Sundance. Wayne a également reçu un rôle dans la pièce Coram Boy, une version Broadway de la production à succès du Royal National Theatre à Londres en 2006.
En 2011, il est apparu dans The Normal Heart.
Il a joué le rôle de Sydney Chaplin dans Chaplin: the Musical.
D'avril à juin 2015, il a joué dans la pièce de Paul Gordon, Sense and Sensibility, au Chicago Shakespeare Theatre, interprétant le rôle d'Edward Ferrars.